# Peixe-arlequim-gracioso
O peixe-arlequim-gracioso (Plectorhinchus chaetodonoides) é uma espécie de peixe tropical da família Haemulidae, nativo dos recifes de corais tropicais da região do Indo-Pacífico, são muito procurados para aquários e possui um nado desajeitado quando adultos, o que os torna um peixe único e exótico. Os jovens são bem mais coloridos do que os adultos.

## Aparência
É um peixe de médio porte, podendo crescer até os 72 centímetros, possui lábios carnudos que ficam moderadamente inchados à medida que se tornam adultos. Os jovens possuem uma coloração chamativa, um marrom claro com grandes manchas brancas espalhadas pelo corpo, além de possuir barbatanas delicadas e um nado gracioso (pois seu nome comum vêm desta característica).

## Biologia
Os adultos são peixes solitários, vivendo nas proximidades de recifes e se abrigando sob cavernas durante o dia. Os jovens são encontrados abrigados em corais. É uma espécie carnívora que se alimenta de invertebrados bentônicos, como crustáceos e moluscos, além de peixes, que se alimenta durante a noite.

## Distribuição
São nativos do Indo-Pacífico, podendo ser encontrados na costa oriental da África, Ilhas Mascarenhas para Kagoshima, Japão até a Grande Barreira de Coral, Austrália e Nova Caledônia.